# Wolkenkinder
Wolkenkinder (Originaltitel: Cloudbabies) ist eine britische animierte Zeichentrickserie aus dem Jahr 2012. Die Erstausstrahlung im deutschsprachigen Raum erfolgte am 30. Mai 2015 auf KiKA. Die Serie richtet sich vor allem an die jüngsten Zuschauer im Vorschulalter.

## Handlung
Die Hauptfiguren der Serie sind Baba Pink, Baba Gelb, Baba Blau und Baba Grün, die Wolkenkinder. Sie wohnen über den Wolken und sorgen zum Beispiel dafür, dass die Sterne tagsüber schlafen, dass Sonne und Mond rechtzeitig auf- und untergehen und dass der Regenbogen in kräftigen Farben leuchtet. Die Abenteuer der vier drehen sich meistens um Alltagsthemen wie Essen und Schlafen, aber auch um Verantwortung oder Eifersucht.

## Episoden
Von der Serie wurden 52 Episoden in 1 Staffel produziert.

## Rezeption
Die Initiative medienbewusst.de vergibt an Wolkenkinder vier von fünf möglichen Sternen und lobt, dass die Serie „vor allem die jüngsten Zuschauer [...] in eine himmlische Wolken‑ und Sternenwelt“ einlädt und dabei auf „phantasievolle Art und Weise“ die Inhalte an die Kinder vermittelt. Die Redaktion der Seite film-rezensionen.de bewertet Wolkenkinder ebenfalls mit vier von fünf Sternen. Positiv hervorgehoben wird die Optik der Serie sowie das „Einfühlungsvermögen und Gespür für die Gefühlswelt kleiner Kinder“, allerdings wird darauf hingewiesen, dass in den Abenteuern keine ernsten pädagogischen oder naturwissenschaftlichen Aspekte zu erwarten seien.